# Dansk sportponny
Den danska sportponnyn är en hästras av ponnytyp som avlats fram i Danmark för att möta den ökande efterfrågan på atletiska ponnyer för tävlande ungdomar och barn. Rasen har avlats fram under de senaste 30 åren genom att korsa andra populära ponnyraser som Connemara och welshponnyer som sedan utavlats med fullblodshästar för att göra dem mer atletiska. 
Den danska sportponnyn delas in i tre kategorier, baserad på mankhöjd där kategori 1 är den högsta, men ponnyerna är alltid under 148 cm, den högsta tillåtna mankhöjden för ponny. Då ponnyn utvecklats för barn och ungdomar är de lätthanterliga men samtidigt är de energiska och atletiska. Idag är den danska sportponnyn fortfarande inte helt etablerad hästras, utan man registrerar olika korsningar som är godkända i föreningen "Dansk Sports Ponyavl" (Danska sportponnyavelsförbundet). 

## Historia
Aveln av den danska sportponnyn påbörjades under 1970-talet då intresset för ridsport hade exploderat över hela Europa. Även barn och ungdomar började tävla och efterfrågan på bra ponnyer ökade. Barn red främst på importerade ponnyer, bland annat Islandshästar och den norska fjordhästen. 1976 startades föreningen "Dansk Sports Ponyavl" med målet att avla fram en ponny som inte bara var atletisk med talang för ridsport, men som även var tillräckligt lätthanterlig för de ungdomar som tävlade. Man använde sig av redan populära ponnyraser som Connemara, New Forest-ponnyer, Welshponny och Welsh mountain som korsades med arabiska fullblod. 

## Egenskaper
Den danska sportponnyn är atletisk med muskulösa ben, välformad nacke och ett ädelt, finskuret huvud med rak eller lätt inåtbuktande nosrygg. Ryggen är kort men väl musklad och stark och med en markerad manke. Ponnyerna används inom ridsporten och till nöjesridning och har främst utmärkt sig inom banhoppning och dressyr. Förr var skimmel den vanligaste färgen på hästarna men utavel har lett till att fler färger blivit vanliga bland annat fux, brun och svart, men alla färger är tillåtna. Däremot måste hingstar visas under sadel och framför vagn för att få användas i avel, och man bedömer även hingstens avkommor i fyra år. För att godkännas som fortsatt avelshingst måste avkommorna vara godkända. 
Då ponnyerna rids av barn och ungdomar har man lagt fokus på rasens temperament. Ponnyerna ska vara lätthanterliga och lugna. Ponnyerna ska även ha fina gångarter med långt steg och lätta rörelser. Mankhöjden varierar kraftigt bland de olika individerna och delas upp i kategorier vid registrering, men ponnyn måste vara under 148 cm för att kunna registreras. 

### Kategorier
- Kategori 1: Ponnyer mellan 135 och 148 cm i mankhöjd.
- Kategori 2: Ponnyer mellan 125 och 134 cm i mankhöjd.
- Kategori 3: Ponnyer på upp till 124 cm i mankhöjd.